# Antrocephalus palgravei
Antrocephalus palgravei är en stekelart som först beskrevs av Girault 1926.  Antrocephalus palgravei ingår i släktet Antrocephalus och familjen bredlårsteklar. Inga underarter finns listade i Catalogue of Life.